# Luciano Agostiniani
Luciano Agostiniani, né à Pistoia le 20 mars 1939 et mort à Florence le 20 octobre 2022, est un linguiste italien.

## Biographie
Luciano Agostiniani est le fils de Rolando Agostiniani et Vanda Beneforti. Luciano Agostiniani a terminé ses études littéraires et de philosophie à l'Université de Florence en 1972. En 1977, il épouse Gabriella Capecchi, professeur d'archéologie romaine à Florence. De 1981 à 1987, il a travaillé comme assistant de recherche à l'Université de Florence. De 1987 à 2009, il a été professeur de linguistique générale et de philologie comparée à l'Université de Pérouse. En 1993, il devient directeur de l'Institut de linguistique.
Ses intérêts de recherche sont langue italienne, dialectologie et sociolinguistique. De plus, Agostiniani traite de sémantique, également en relation avec phraséologie et idiome, et avec linguistique historique. Son travail se concentre en particulier sur le langue étrusque, sa structure et sa typologie de la langue. Il a apporté une contribution significative à la lecture de la Tabula Cortonensis.

## Publications

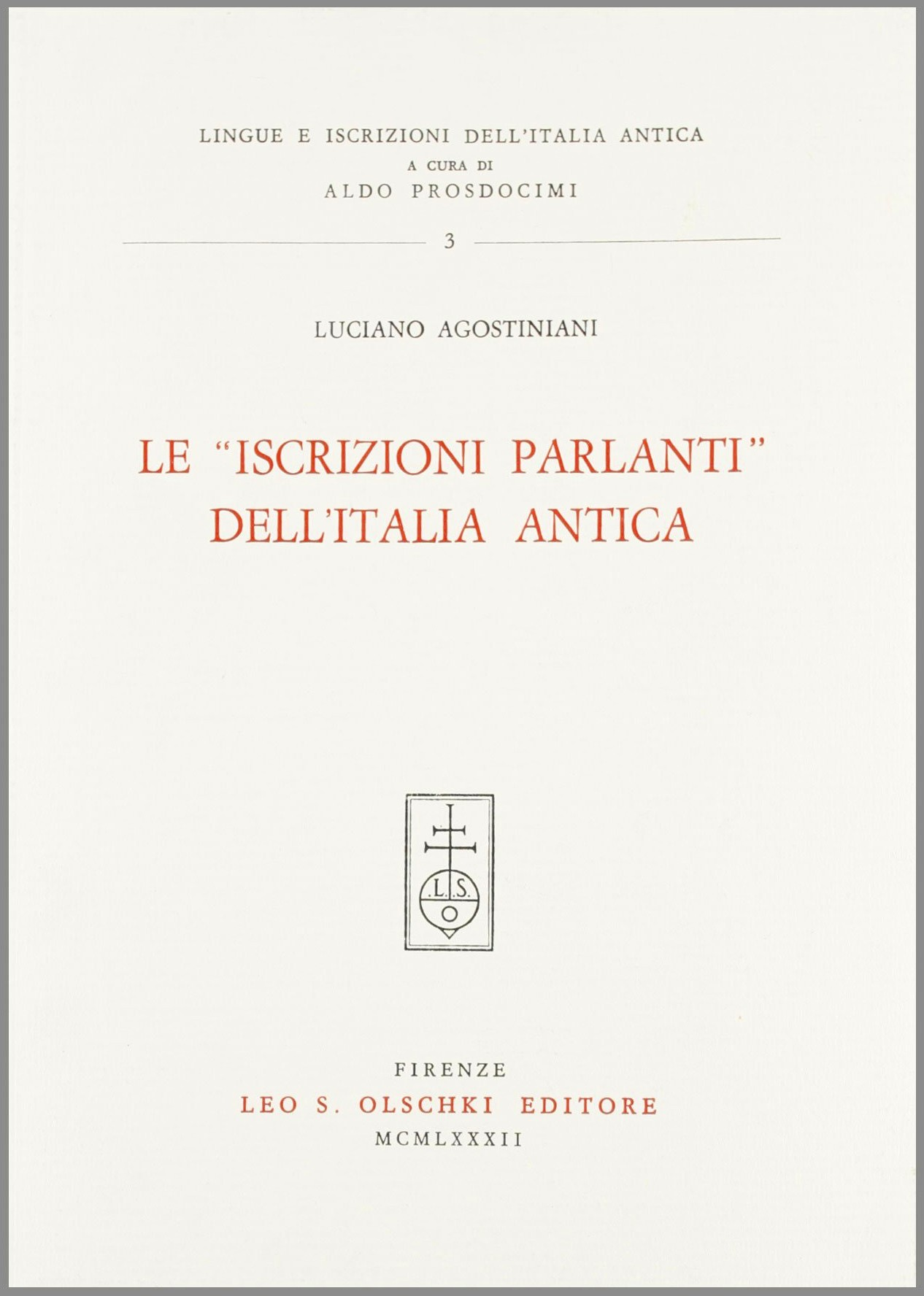
Luciano Agostiniani: Le “iscrizioni parlanti” dell’Italia antica. (1982)

- Iscrizioni anelleniche di Sicilia. Le iscrizioni elime. Olschki, Florence 1977,  (ISBN 9788822222855).
- Duenom duenas. καλoς καλo. mlax mlakas. In: Studi Etruschi. 49, 1981.
- Le “iscrizioni parlanti” dell’Italia antica. Olschki, Florence 1982,  (ISBN 9788822231376).
- Sui numerali etruschi e la loro rappresentazione grafica. In: AION Linguistica. Band 17, 1995.
- Lessico etrusco cronologico e topografico dai materiali del Thesaurus Linguae Etruscae. Olschki, Florence 1988,  (ISBN 9788822235954).
- Rivista di epigrafia etrusca. In: Studi Etruschi. 64, 1998.
- mit Francesco Nicosia: Tabula Cortonensis. Bretschneider, Rome 2000,  (ISBN 8882650901).
- Sulla iscrizione di Larthi Cilnei. In: Studi Etruschi. 65–68, 2002.
- Le iscrizioni di Novilara. Istituti Editoriali e Poligrafici Internazionali, Pisa/Rome 2003.
- Varietà (diacroniche e geografiche) della lingua etrusca. In: Studi Etruschi. 72, 2006.
- Epigrafia e lingua elime: un bilancio. Edizioni della Normale, Pisa 2006.
- Sulla ricostruzione di alcuni aspetti della fonologia dell'etrusco. In: Studi Etruschi. 71, 2007.
- Rivista di epigrafia etrusca. In: Studi Etruschi. 73, 2007.
- Non una ma due: sulla lamina con culśanś al Museo dell'Accademia Etrusca e della città di Cortona. In: Studi Etruschi. 75, 2009.
- Il vaso di Niumsis Tanunis. In: Studi Etruschi. 75, 2009.
- Sulla grafia e la lingua delle iscrizioni anelleniche di Lemnos. In: Vicenzo Bellelli, Le origini degli Etruschi. Storia Archeologia Antropologia. Bretschneider, Rome 2012,  (ISBN 9788882657420).
- The Etruscan Language. In: Jean MacIntosh Turfa: The Etruscan World. Routledge, London 2013,  (ISBN 9780415673082).
- Niumsis Tanunis, la Tabula Bantina e la flessione pronominale italica. In: Studi Etruschi. 77, 2014.